# Stil (förening)
STIL (Stiftarna av Independent Living i Sverige) är en svensk ideell organisation, bildad 1984. STIL är en del av medborgarrättsrörelsen Independent Living och var en av inspiratörerna till LSS (Lagen om stöd och service till vissa funktionshindrade). LSS innebär att personer med vissa funktionsnedsättningar har rätt till personlig assistans.

## Organisation
STIL bildades 1984 och genom ett pilotprojekt 1987 blev man Sveriges första assistanssamordnare. Många av de regler och rutiner som utvecklades under pilotprojektet skulle senare komma att införas 1994 när LSS och assistansersättning infördes. Föreningen hade år 2019 cirka 200 medlemmar och är arbetsgivare åt cirka 1500 assistenter i hela landet. Huvudkontoret ligger i Stockholm. Man har även lokalkontor i Sundsvall och i Jönköping. Högsta beslutande organ är årsstämman. På föreningens årsstämma väljer medlemmarna styrelse samt diskuterar och beslutar hur man vill att verksamheten i föreningen ska utvecklas. Man bestämmer också hur man vill att det helägda serviceaktiebolaget ska utvecklas.
STIL har sedan starten förenat politisk påverkan med assistanssamordning. 2012 flyttades assistansverksamheten över till ett serviceaktiebolag. Föreningen STIL:s styrelse är också styrelse i STIL Assistans AB. Samtidigt som Föreningen STIL har årsstämma har också STIL Assistans AB bolagsstämma. Direkt efter föreningens årsstämma håller man bolagsstämma i serviceaktiebolaget. Rent formellt tar man då beslut om det som årsstämman bestämt för bolaget.

## Ideologi
STIL utgår i sitt arbete från Independent Living-filosofin.  Det engelska ordet ”independent” översätts oftast till svenskans ”oberoende”.  Begreppet definieras inom STIL inte som att ”klara sig själv”. ”Oberoende” som det beskrivs inom Independent Living handlar istället om att ha kontroll över de resurser man behöver och ha kapacitet att använda dem.  STIL kallar det att vara självbestämmande och ser det som Independent Living-rörelsens övergripande målsättning. Inom STIL pratas det om att ”bli självbestämmande”, vilket är något som inte endast tillhandahålls av samhället utan steg för steg erövras av den enskilda individen.
Man menar att självbestämmande innebär att ha tillgång till de individuella och samhälleliga resurser som krävs för att välja hur man vill leva oberoende av funktionalitet. Självbestämmande är att ha rätt att själv bestämma vem man är och ha rätt att välja hur man vill leva utifrån sin personliga situation, egna önskemål och preferenser. Det innebär också att avsäga sig offerrollen och ta ansvar för sina beslut och livsval.
Andra centrala begrepp inom Independent Living är självrepresentation, självrespekt, peer support (stöd av personer med liknande erfarenheter), cross-disability, kontantstöd och självaktning.

## Verksamhet

### Politisk påverkan
STIL bedriver politiskt påverkansarbete mot myndigheter och beslutsfattare genom att anordna och delta i demonstrationer, vara remissinstans för olika utredningar, delta på samråd och samverkansmöten samt genom egna projekt. Projektet Medborgargolv syftar till att definiera hur frihet, trygghet och jämlikhet för varje enskild individ i Sverige skulle kunna ta sig uttryck. 

### Personlig assistans
STIL driver ett ideellt assistanskooperativ som avlönar omkring 1500 personliga assistenter. Eftersom organisationen genomsyras av Independent Living-ideologin kallas medlemmarna hos STIL för arbetsledare. De rekryterar och arbetsleder sina assistenter. STIL tillhandahåller kunskap, stöd, rådgivning och utbildningar och är juridisk arbetsgivare åt de personliga assistenterna. STIL är idag arbetsgivare åt cirka 1500 personliga assistenter.

## STIL internationellt
STIL är en del av den globala Independent Living-rörelsen och är förutom medlem i ENIL – European Network för Independent Living, även medlem i organisationen MyRight. Inom organisationen finns en internationell grupp med uppdrag att utveckla det internationella samarbetet. Som en del i detta har STIL sedan början av 2014 inlett ett projekt i Bosnien tillsammans med organisationen IC Lotos.

## Historik
När grundaren av STIL, Adolf Ratzka, kom till Sverige 1973 fanns inte personlig assistans. Då fanns endast möjligheten till boendeservice, där personer med funktionsnedsättning fick hjälp av hemsamariter, helt utan någon möjlighet att själva bestämma vem som skulle komma. Ratzka hade studerat i USA och där kommit i kontakt med medborgarrättsrörelsen Independent Living, som startats i slutet av 60-talet. För honom var det en självklarhet att börja kämpa för de rättigheter man hade uppnått i Kalifornien. 
Hans idéer mötte hårt motstånd från både handikapprörelsen, kommunalanställdas fackföreningar och politiker. Genom att anordna konferenser och skriva debattartiklar lyckades han dock skapa opinion. Organisationen STIL bildades och drev igenom ett pilotprojekt för personlig assistans. Pilotprojektet visade att personlig assistans där assistansanvändaren själv hade kontroll över sitt liv fungerade bättre än kommunal boendeservice. Under mitten av 80-talet blev dåvarande socialminister Bengt Westerberg personligen intresserad av rörelsen och tankesättet att personer med funktionsnedsättningar har samma rätt till delaktighet i samhället som personer utan. Independent Living-rörelsen spreds i Sverige och flera föreningar bildades. När Lagen om stöd och service till vissa funktionshindrade, LSS, och Lagen om assistansersättning, LASS, röstades igenom av riksdagen den 5 maj 1993 var det Independent Living-rörelsens första stora seger.

## STIL-priset - Hjärter Ess

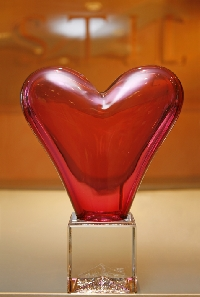
Glasstatyetten som tillsammans med 20 000 kr utgör STILpriset Hjärter Ess.

STIL-priset - Hjärter Ess ges till personer eller grupper som synliggör STIL:s hjärtefrågor: antidiskriminering, tillgänglighet och medborgerligt likavärde.

### Pristagare
- Jonas Franksson, pristagare år 2004[3]
- Erik Ljungberg, pristagare år 2005[3]
- Hans Filipsson, pristagare år 2006[3]
- Magnus Berglund, pristagare år 2007[3]
- Katarina Hahr, pristagare år 2008[3]
- Lars Lindberg, pristagare år 2009[3]
- Hans Ytterberg och Maria Johansson, pristagare år 2010[3]
- Lovisa Söderberg, pristagare år 2011[3]
- Anders Westgerd, pristagare år 2012[3]
- Torsdagaktionen, pristagare år 2013[3]
- Nora Sandholdt, Anna Oredsson och Erika Nilsson i projektet Mamma pappa lam, pristagare år 2014[3]
- Iki Gonzalez Magnusson, pristagare år 2015[3]
- Yasmin Nilson och Max Arehn, bakom Timglaset Pod, pristagare år 2016[4]
- Emily Muthén, pristagare år 2017[5]
- Andrea Bondesson, pristagare år 2018[6]
- Nora Eklöv, pristagare år 2019[6]
- Anna Quarnström, pristagare år 2020 [7]
- Finn Hellman, pristagare år 2021[8]
- Christine Bylund, pristagare år 2022[9]
- Margareta Persson och Susanne Berg, pristagare år 2023 [10]